# 新契洞
新契洞（：／ Singye dong */?）是位於韓國首爾龙山区的一个法定洞，隶属于元曉路1洞。本洞東北面與文培洞、西面與元曉路2~3街、南面與漢江路3街相接。

## 历史
- 1396年 - 為漢城府城底十里的一部分。
- 1751年 - 改名為東門外契，并劃歸龍山坊管轄。
- 1894年 - 劃歸西署管理，並改名為青坡4契。
- 1910年10月 - 該區域劃歸至龍山面。
- 1914年 - 該區域改名為榮町。
- 1943年 - 劃歸至龙山区。
- 1946年10月 - 改為現在名稱，並和文培洞一同劃歸至漢江路1洞管理，之後又劃入至元曉路1洞管轄。